# The Kissing Bandit
The Kissing Bandit is de derde, en laatste, film met Frank Sinatra en Kathryn Grayson samen in hoofdrollen (beide distantieerden zich later van de film, die ze als niet geslaagd beschouwden). De regie van deze, komisch bedoelde, MGM musical in Technicolor uit 1948 was van Laslo Benedek.
De film werd destijds in de Verenigde Staten slecht ontvangen door pers en publiek; ze werd niet uitgebracht in Nederland en België.

## Verhaal
De film speelt zich af in het Californië toen het nog een kolonie was van Spanje (de tijd van Zorro). Chico runt een hotel en denkt weemoedig terug aan de tijd dat hij deel uitmaakte van een groep bandieten onder leiding van The Kissing Bandit (die berucht was omdat hij zijn vrouwelijke slachtoffers kuste). De zoon van deze bendeleider, Ricardo (Sinatra) keert na het afronden van zijn opleiding tot hotelier terug naar Californië. Chico en zijn bendeleden zijn in de veronderstelling dat Ricardo ook bandiet wil worden.
Tijdens de overval van een koets ziet de stuntelige en verlegen Ricardo de dochter van de gouverneur, de beeldschone Teresa (Grayson). Deze verwacht door The Kissing Bandit gekust te worden en is beledigd als dat niet gebeurt. Een slecht begin voor Ricardo, die aan de slag moet om dit goed te maken.

## Rolverdeling
| Acteur            | Personage              |
| ----------------- | ---------------------- |
| Frank Sinatra     | Ricardo                |
| Kathryn Grayson   | Teresa                 |
| J. Carrol Naish   | Chico                  |
| Mildred Natwick   | Isabella               |
| Mikhail Rasumny   | Don Jose               |
| Billy Gilbert     | Generaal Felipe Toro   |
| Sono Osato        | Bianca                 |
| Clinton Sundberg  | Kolonel Gomez          |
| Carleton G. Young | Graaf Ricardo Belmonte |
| Ricardo Montalban | Danser                 |
| Ann Miller        | Danseres               |
| Cyd Charisse      | Danseres               |
| Edna Skinner      | Juanita                |
| Vicente Gómez     | Mexicaanse gitarist    |

## Achtergrond
De film kende een langdurige productieperiode. In 1944 werd sopraan Marion Bell gecast in de vrouwelijke hoofdrol en werden Frank Morgan en Lina Romay bijrollen toegezegd; in 1945 werden John Carroll (acteur) en John Hodiak genoemd in grote rollen. In mei 1946 werden alle acteurs vervangen en werden Kathryn Grayson en Tony Martin aangekondigd als de hoofdrolspelers; Sinatra verving uiteindelijk Martin. In januari 1947 werd bekendgemaakt dat Robert Z. Leonard de regie op zich zou nemen; hij werd vervangen door Benedek.
Ondanks een ruim budget werd de film slecht bezocht en werd bekend als een van de grootste flops van Metro-Goldwyn-Mayer, alsmede de slechtste film die Frank Sinatra ooit heeft gemaakt (een oordeel waar de acteur het zelf ook mee eens was). Volgens Grayson waren de acteurs zich tijdens het maken van de film al bewust van de kwaliteit van de film.
Een release bleef uit in Nederland en België. 